# 陳錦祥
陳錦祥（1959年7月7日－），中華民國政治人物，中國國民黨籍，曾任兩屆臺北市議會副議長及一屆議長，至今在大安區、文山區連任八屆議員。

## 生平
馬英九在臺北市市長任內時，陳錦祥擔任議會國民黨團書記長。
2023年7月25日，陳錦祥因積欠債務，被債權人持本票向法院聲請強制執行獲准，因此其位處於大安區仁愛路約11坪的房地經法院拍賣以285萬1680元拍定。

## 資料來源
1. ↑  . 劉榮  報導. 自由時報. 2010-11-13  [2018-12-15]. （原始内容存档于2019-06-29）.
2. ↑  林孟潔. . 聯合新聞網. 2023-07-25  [2023-07-25]. （原始内容存档于2023-07-26）.

| 議會席位      | 議會席位                                                 | 議會席位      |
| ------------- | -------------------------------------------------------- | ------------- |
| 臺北市議會    |                                                          |               |
| 前任： 李新   | 臺北市議會副議長 第十屆 2006年12月25日－2010年12月25日   | 繼任： 周柏雅 |
| 前任： 周柏雅 | 臺北市議會副議長 第十二屆 2014年12月25日－2018年12月25日 | 繼任： 葉林傳 |
| 前任： 吳碧珠 | 臺北市議會議長 第十三屆 2018年12月25日－2022年12月25日   | 繼任： 戴錫欽 |